# Idiochroa
Idiochroa là một chi bướm đêm thuộc họ Geometridae.